# Аль-Аглі (Доха)
«Аль-Аглі» (араб. نادي الاهلي القطري) — катарський спортивний клуб з міста Доха. Найвідомішою є футбольна команда, яка виступає в «Лізі зірок», найсильнішому дивізіоні Катару. Свої домашні матчі клуб приймає на стадіоні «Хамад бін Халіфа», який вміщує 12 000 глядачів. Клубними кольорами клубу є білий і зелений.

## Історія
Клуб був заснований в 1950 році під ім'ям «Аль-Нагах Спорт Клуб» і є найстарішим спортивним клубом Катару. У 1972 році «Аль-Нагах» злився з іншим спортивним клубом і отримав свою сучасну назву «Аль-Аглі». 
Основними досягненнями команди є чотири перемоги в Кубку Еміра Катару (1973, 1981, 1987 і 1992). Також кілька разів клуб з Дохи був фіналістом Кубка Еміра Катару і Кубка шейха Яссіма. Двічі брав участь в Кубку володарів кубків Азії в сезонах 1992/93 і 1998/99.

## Досягнення
- Кубок еміра Катару:

Переможець (4): 1973, 1981, 1987, 1992
Фіналіст (5): 1975, 1984, 1985, 1998, 2003
- Кубок шейха Яссіма:

Фіналіст (2): 1999, 2006

## Участь в азіатських кубках
- Кубок володарів кубків Азії: 2 участі

1992/93: Перший раунд
1998/99: Другий раунд

## Відомі гравці
| - Жузеп Гвардіола - Олів'є Капо - Абель Ернандес | - Набіль Ель-Жар - Ернан Перес - Мохамед Діаме |

## Тренери
- Себастьян Лазароні (1988)
- Хешмат Мохаджерані (1998)
- Жозе Масія (2004–05)
- Освалдо де Олівейра (2005—2006)
- Ерік ван дер Мер (2010)
- Ілія Петкович (2010)
- Мілан Мачала (2012—2015, 2018)
- Златко Краньчар (2015—2016)
- Хоакін Капаррос (2017)
- Рубен де ла Баррера (2018—)